# St. Thomas, Wales
St Thomas är en community i Storbritannien. Den ligger i kommunen Swansea och riksdelen Wales, i den södra delen av landet, 260 km väster om huvudstaden London. Den har 7 187 invånare (2011).
Den utgör den östra delen av centrala Swansea.
Den 5 maj 2022 överfördes en del av St. Thomas till den nybildade communityn Waterfront.